# Aa macra
Aa macra je vrsta orhideje (porodica kaćunovke, Orchidaceae) iz reda šparogolike. Prvi put je opisana 1921. godine. Geofit, raste u Kolumbiji i Ekvadoru
Raste na nadmorskoj visini od 2600 do 3450 metara kao srednje velika kopnena biljka koja cvjeta u jesen.

## Sinonimi
- Altensteinia macra (Schltr.) A.D.Hawkes in Phytologia 3: 248 (1950)

## Vanjske poveznice
|  | Zajednički poslužitelj ima stranicu o temi Aa macra    |
|  | Zajednički poslužitelj ima još gradiva o temi Aa macra |
|  | Wikivrste imaju podatke o taksonu Aa macra             |